# Duane Chase
Duane Chase est un acteur américain né le 12 décembre 1950.

## Filmographie
- 1965 : La Mélodie du bonheur (The Sound of Music) : Kurt von Trapp
- 1966 : La Grande Vallée : Danny Mathews